# Pelayo Roza
Pelayo Roza Fonticiella (Gijón, 4 de mayo de 1996) es un deportista español que compite en piragüismo en la modalidad de aguas tranquilas.
Ganó dos medallas en el Campeonato Mundial de Piragüismo, plata en 2019 y bronce en 2018, y una medalla de bronce en el Campeonato Europeo de Piragüismo de 2018.

## Palmarés internacional
| Campeonato Mundial | Campeonato Mundial          | Campeonato Mundial | Campeonato Mundial |
| Año                | Lugar                       | Medalla            | Competición        |
| ------------------ | --------------------------- | ------------------ | ------------------ |
| 2018               | Montemor-o-Velho (Portugal) | Medalla de bronce  | K4 1000 m          |
| 2019               | Szeged (Hungría)            | Medalla de plata   | K2 500 m           |
| Campeonato Europeo |                             |                    |                    |
| Año                | Lugar                       | Medalla            | Competición        |
| 2018               | Belgrado (Serbia)           | Medalla de bronce  | K4 1000 m          |